# Comuna Białe Błota
Gmina Białe Błota este o comună (în poloneză: gmina) rurală în powiat Bydgoszcz, voievodatul Cuiavia și Pomerania, Polonia.
Comuna acoperă o suprafață de 122,1 km² și are, potrivit datelor din anul 2006, o populație de 143.